# (4937) Lintott
(4937) Lintott es un asteroide perteneciente al cinturón de asteroides, descubierto el 1 de febrero de 1986 por Henri Debehogne desde el Observatorio de La Silla, Chile.

## Designación y nombre
Designado provisionalmente como 1986 CL1. Fue nombrado Lintott en homenaje a “Chris Lintott” compañero de juego del descubridor en el Somerville College, Oxford, estudia en la formación de las estrellas. 

## Características orbitales
Lintott está situado a una distancia media del Sol de 2,598 ua, pudiendo alejarse hasta 3,013 ua y acercarse hasta 2,182 ua. Su excentricidad es 0,159 y la inclinación orbital 16,92 grados. Emplea 1529 días en completar una órbita alrededor del Sol.

## Características físicas
La magnitud absoluta de Lintott es 12,4. Tiene 9,788 km de diámetro y su albedo se estima en 0,351.